# Никольчук Микола Леонтійович

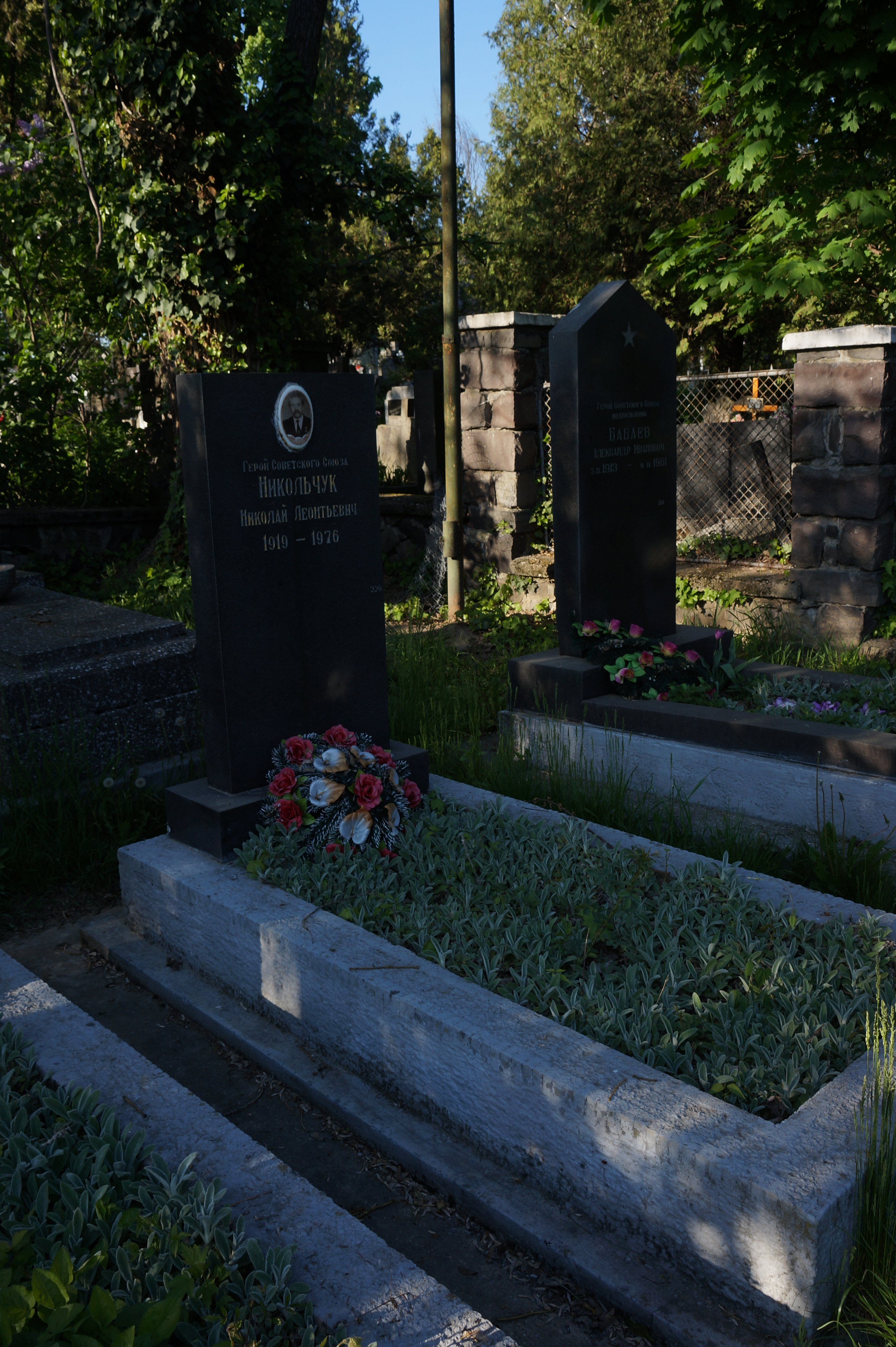
Могила Миколи Никольчука в Ужгороді

Никольчук Микола Леонтійович (6 грудня 1919 року, Оринин — 10 жовтня 1976 року, Ужгород) — учасник Німецько-радянської війни, герой Радянського Союзу (від 15 травня 1946 року).

## Біографія
Народився в селянській сім'ї. Українець. Закінчив 10 класів. В Радянській Армії з 1938 року. Закінчив Сумське артилерійське училище в 1940 році.
На фронті з липня 1941 р. Командир батареї 1301-го гарматного артилерійського полку (61-ша гарматна артилерійська бригада, 16-та дивізія прориву, 7-ма гвардійська армія, 2-й Український фронт). Капітан Никольчук в бою 30 грудня 1944 року на підступах до міста Будапешта з групою бійців дивізіону провадив розвідку вогневих позицій противника і був ним атакований. Підняв бійців в контратаку, відкинув гітлерівців і увірвався в опорний пункт Раїсошсентміхаль. Потрапив в оточення, не маючи боєприпасів, викликав вогонь дивізіону на себе. Рубіж був утриманий. Звання Героя Радянського Союзу присвоєно 15 травня 1946 року.
Після війни продовжував службу в армії. З 1959 року підполковник Никольчук переведений у запас. Жив і працював в Ужгороді. Нагороджений орденами Леніна, Червоного Прапора, двома орденами Червоної Зірки, медалями. Помер 10 жовтня 1976 року. Похований в Ужгороді. Його ім'ям названа одна із вулиць села Оринин.